# قطعنامه ۳۰۵ شورای امنیت
قطعنامه  ۳۰۵ شورای امنیت سازمان ملل متحد که در تاریخ ۱۳ دسامبر ۱۹۷۱ تصویب شد، سندی بین‌المللی دربارهٔ مسئلهٔ قبرس است. این قطعنامه طی نشست ۱٬۶۱۲ام 
با ۱۴ موافق،۰ مخالف و۰ ممتنع تصویب شد.